# Lee Min-hyuk
Đây là một tên người Triều Tiên, họ là Lee.
Lee Minhyuk (Hangul: 이민혁) sinh ngày 29 tháng 11 năm 1990 thường được gọi là Minhyuk, là một ca sĩ, diễn viên,rapper, nhạc sĩ, người dẫn chương trình Hàn Quốc. Anh là thành viên nhóm nhạc BTOB do Cube Entertainment quản lý. Anh ấy đã xuất hiện với nhiều vai phụ trong các bộ phim truyền hình như A New Leaf và Sweet, Savage Family .

## Tiểu sử
Lee Minhyuk sinh ngày 29 tháng 11 năm 1990 tại Seoul , Hàn Quốc. Anh ấy là rapper, ca sĩ và vũ công của nhóm nhạc nam BtoB . Anh tốt nghiệp trường trung học Kwangsung và theo học  Đại học Dankook chuyên ngành nghiên cứu điện ảnh và tiếp tục lấy bằng thạc sĩ tại  Đại học Inha chuyên ngành quản lý văn hóa.

## Sự nghiệp

### Trước khi ra mắt
Trước khi ra mắt như là một thành viên của BTOB, Minhyuk đã đóng trong "Live in Chungdamdong " của JTBC như Invincible Chungdam-thành viên thứ 3, cùng với các thành viên Seo Eunkwang, Lim Hyunsik, Jung Ilhoon, và cựu thành viên BtoB Lee Minwoo (nay là thành viên C -Clown). Dưới cái tên "Heota", Minhyuk đã cùng trong Zico và Park Kyung (Block B) thu âm bài hát, mang tên Still (여전히).Bên cạnh đó, anh cũng từng là một thực tập sinh cũ của JYP Entertainment trước khi vào Cube Entertainment. Minhyuk và thành viên Yook Sungjae được chọn là MC mới cho SBS MTV The Show 2. Vào ngày 20, họ đã ghi hình buổi đầu tiên đầu tiên của họ như những MC mới của chương trình âm nhạc.

### Năm 2012: Phát triển
Minhyuk ra mắt cùng nhóm nhạc của mình là BTOB vào ngày 21 tháng 3 tại một showcase của nhóm với vai trò Vocalist, Main Rapper, Visual Of The Group, Main Dancer. Từ đó Minhyuk hoạt động song song với nhóm

### Sau khi ra mắt cùng BTOB đến nay
Anh còn được biết đến như 1 idol thể thao, nhất là về sở trường điền kinh. Thành viên của BTOB đã chứng minh mình là một trong những thần tượng giỏi thể thao nhất qua rất nhiều show thực tế.

### Ra mắt với tư cách nghệ sĩ Solo
Ngày 15/1/2019, Lee Min-hyuk chính thứ ra mắt với vai trò nghệ sĩ Solo với Full Album 'HUTAZONE' cùng nghệ danh HUTA
Album HUTAZONE gồm 11 ca khúc trong đó có 2 bài hát chủ đề là 'Ya' và 'Tonight'bao gồm phiên bản tiếng Hàn của "All Day", "It Must Have Been A Dream" và "You Too? Me Too!", lần lượt có sự góp mặt của Yook Sungjae và Jeon So - yeon . Anh ấy đã tổ chức buổi hòa nhạc solo đầu tiên của mình, Hutazone: Two Night vào tháng 2 năm 2019 tại Yes24 Live Hall ở quận Gwangjin , Seoul.
Minhyuk xuất hiện lần đầu trên màn bạc trong bộ phim hành động lịch sử The Swordsman với vai Gyeom Sa-bok.
Ngày 1 tháng 11 năm 2021, 'KBS COOL FM', một kênh phát thanh của Hàn Quốc, đã tổ chức một chương trình radio có tên 'BTOB's Kiss the Radio' vào lúc 10 giờ tối hàng đêm.
Vào ngày 5 tháng 11 năm 2021, Minhyuk phát hành đĩa đơn kỹ thuật số "Good Night".
Vào ngày 27 tháng 6 năm 2022, Minhyuk phát hành album phòng thu thứ hai của mình, Boom .

## Đĩa nhạc

### Album phòng thu
| Tiêu đề  | Chi tiết album | Đĩa bán     |
| -------- | --- | ----------- |
| Hutazone | Phát hành: 15 tháng 1, 2019 Nhãn: Cube Entertainment , Kakao M Định dạng: CD , tải xuống kỹ thuật số               | KOR: 37.768 |
| Boom     | Phát hành: 27 tháng 6 năm 2022 Nhãn: Cube Entertainment, Kakao Entertainment Định dạng: CD , tải xuống kỹ thuật số | KOR: 36.524 |

Album 
| Tiêu đề                | Chi tiết album                                                                                            |
| ---------------------- | --- |
| Summer Diary(夏の日記) | Phát hành: 25 tháng 7 năm 2018 (JPN) Nhãn: Cube Entertainment Japan Định dạng: CD , tải xuống kỹ thuật số |

## Chương trình thực tế
| Năm       | show                             | kênh                 | vai trò                                                                      |
| 2012-2015 | Weekly Idol                      | MBC                  | Khách mời cùng BTOB episodes 43, 66, 98, 113, 136, 206,...                   |
| 2013      | We Got Married Global Edition    | MBC                  | Khách mời với Ilhoon episode 7-8 for F.T. Island's Lee Hong-gi và Mina Fujii |
| 2013      | A Song For You Season 2          | KBS                  | khách mời episode 6, cùng BTOB và VIXX                                       |
| 2013      | The romantic & idol season 2     | TVN                  | member                                                                       |
| 2013-2014 | Let's Go! Dream Team Season 2    | KBS                  | Khách mời episodes 146, 159, 191, 194, 196, 218, 219, 224, 260               |
| 2013-2015 | After School Club                | Arirang              | Cùng BTOB episodes 23, 47, 65, 109                                           |
| 2013-2015 | Idol Star Athletic Championships | MBC                  | Idol Star Athletic Championship 2013, 2014, 2015,2016 cùng BTOB              |
| 2014      | A Song For You Season 3          | KBS                  | Khách mời episodes 1, 17 cùng BTOB                                           |
| 2014      | Beatles Code 3D                  | Mnet                 | Khách mời cùng Sungjae, Ilhoon, Eunkwang                                     |
| 2015      | Star King                        | SBS                  | cùng với Eunkwang episode 399                                                |
| 2015      | Running Man                      | SBS                  | Khách mời episode 233                                                        |
| 2015      | SM Rookies' Mickey Mouse Club    | Disney Channel Korea | episode 3                                                                    |
| 2019      | Idol Radio                       | MBC Radio            | Tham gia với tư cách nghệ sĩ Solo                                            |
|           | Weekly Idol                      | MBC                  | Ep.391 tham gia cùng Luna f(x)                                               |

## Phim truyền hình
| Năm  | Tên Phim                   | Vai           | Đài | Ghi chú             |
| ---- | -------------------------- | ------------- | --- | ------------------- |
| 2013 | Reckless Family 2          | Himself       | MBC |                     |
| 2013 | Fantastic Tower            | Min-ho        |     | Tập 8 (Phần 1)      |
| 2014 | Love and War 2: Her Choice | Hyun-woo      |     | Thần tượng đặc biệt |
| 2014 | A New Leaf                 | Lee Ji-hyeok  | MBC |                     |
| 2014 | The Heirs                  | Himself       | SBS | Khách mời (tập 4)   |
| 2015 | Sweet, Savage Family       | Yoon Sung-min | MBC |                     |
| 2016 | After the Show Ends        | Ma Rok-hee    |     |                     |
| 2018 | Dae Jang Geum Is Watching  | Min-hyuk      | MBC |                     |

### Phim điện ảnh
| Năm  | Tên           | Vai          | Ghi chú                  |
| ---- | ------------- | ------------ | ------------------------ |
| 2017 | Halfway       | Yonu         | Phim siêu nhỏ KitKat     |
| 2020 | The Swordsman | Gyeom Sa-bok |                          |
| 2022 | Urban Myths   | Jae-hoon     | Phân đoạn: "Hôn nhân ma" |

### Phim web
| Năm  | Tên               | Vai            | Ghi chú |
| ---- | ----------------- | -------------- | ------- |
| 2016 | Nightmare Teacher | Seo Sang-woo   |         |
| 2017 | Unexpected Heroes | Bae Joon-young |         |
| 2018 | Number Six        | Won Tak        |         |

### Chương trình truyền hình
| Năm  | Tên chương trình                          | Vai trò            | Ghi chú                         |
| ---- | ----------------------------------------- | ------------------ | ------------------------------- |
| 2012 | The Show                                  | MC                 | với thành viên Sungjae          |
| 2012 | The Romantic & Idol Season 2              |                    | với Jewelry's Yewon             |
| 2016 | Oh My God Tip                             | Khách mới          |                                 |
| 2018 | Law of the Jungle in Indian Ocean         | diễn viên          | với Nayeon của Twice            |
| 2021 | Steve JOBson (스티브 JOB손)               | Thẩm phán/giám đốc | với Seo Eun-kwang , Park Mi-sun |
| 2021 | 2021 New Year Special ISAC : Hall of Fame | diễn viên          |                                 |
| 2023 | Boys Planet                               |                    |                                 |

### Chương trình phát thanh
| Năm        | Tên            | Vai | Ghi chú                 |
| ---------- | -------------- | --- | ----------------------- |
| 2021 - Nay | Kiss the Radio | DJ  | 1 tháng 11 năm 2021–nay |

## Buổi hòa nhạc
- HUTAZONE: Two Night (2 và 3 tháng 2 năm 2019)
- BOOM (30 và 31 tháng 7 năm 2022)

## Giải thưởng và đề cử
| Năm  | Lễ trao giải             | Loại                              | Đề cử / Công việc   | Kết quả |  |
| ---- | ------------------------ | --------------------------------- | ------------------- | ------- |  |
| 2019 | Seoul Webfest            | Giải thưởng DJ của năm            | BTOB Kiss the Radio | Thắng   |  |
| 2022 | KBS Entertainment Awards | Nam diễn viên chính xuất sắc nhất | Number Six          | Đề cử   |  |